# Divine Oduduru
Divine Oduduru (ur. 7 października 1996) – nigeryjski lekkoatleta specjalizujący się w biegach sprinterskich.
W 2013 został pierwszym w historii mistrzem Afryki juniorów młodszych w biegach na 100 i 200 metrów. W tym samym roku sięgnął po dwa złote medale mistrzostw Afryki do lat 19. Rok później został wicemistrzem świata juniorów w biegu na 200 metrów. Srebrny medalista igrzysk afrykańskich w biegu na 200 metrów (2015).

## Osiągnięcia
| Rok  | Impreza                               | Miejsce        | Konkurencja             | Lokata     | Wynik         |
| ---- | ------------------------------------- | -------------- | ----------------------- | ---------- | ------------- |
| 2013 | Mistrzostwa Afryki juniorów młodszych | Warri          | bieg na 100 metrów      | 1. miejsce | 10,62         |
| 2013 | Mistrzostwa Afryki juniorów młodszych | Warri          | bieg na 200 metrów      | 1. miejsce | 21,56         |
| 2013 | Mistrzostwa świata juniorów młodszych | Donieck        | bieg na 100 metrów      | półfinał   | 11,05         |
| 2013 | Mistrzostwa świata juniorów młodszych | Donieck        | bieg na 200 metrów      | 6. miejsce | 21,37         |
| 2013 | Mistrzostwa Afryki juniorów           | Bambous        | bieg na 200 metrów      | 1. miejsce | 21,19         |
| 2013 | Mistrzostwa Afryki juniorów           | Bambous        | sztafeta 4 × 100 metrów | 1. miejsce | 40,36         |
| 2014 | Mistrzostwa świata juniorów           | Eugene         | bieg na 200 metrów      | 2. miejsce | 20,25w        |
| 2014 | Mistrzostwa świata juniorów           | Eugene         | sztafeta 4 × 100 metrów | 5. miejsce | 39,66         |
| 2014 | Mistrzostwa Afryki                    | Marrakesz      | bieg na 200 metrów      | 6. miejsce | 20,81         |
| 2014 | Mistrzostwa Afryki                    | Marrakesz      | sztafeta 4 × 100 metrów | 1. miejsce | 38,80 (elim.) |
| 2015 | Mistrzostwa Afryki juniorów           | Addis Abeba    | bieg na 100 metrów      | 1. miejsce | 10,44         |
| 2015 | Mistrzostwa Afryki juniorów           | Addis Abeba    | bieg na 200 metrów      | 1. miejsce | 21,22         |
| 2015 | Mistrzostwa Afryki juniorów           | Addis Abeba    | sztafeta 4 × 100 metrów | 1. miejsce | 39,99         |
| 2015 | Igrzyska afrykańskie                  | Brazzaville    | bieg na 200 metrów      | 2. miejsce | 20,45         |
| 2016 | Igrzyska olimpijskie                  | Rio de Janeiro | bieg na 200 metrów      | półfinał   | 20,59         |
| 2018 | Mistrzostwa Afryki                    | Asaba          | bieg na 200 metrów      | 2. miejsce | 20,60         |
| 2018 | Mistrzostwa Afryki                    | Asaba          | sztafeta 4 × 100 metrów | 2. miejsce | 38,74         |
| 2019 | Igrzyska afrykańskie                  | Rabat          | bieg na 200 metrów      | 2. miejsce | 20,54         |
| 2019 | Mistrzostwa świata                    | Doha           | bieg na 200 metrów      | półfinał   | 20,84         |

## Rekordy życiowe
- Bieg na 100 metrów – 9,94 (2019)
- Bieg na 200 metrów – 19,73 (2019) rekord Nigerii